# Бејби
Бејби је италијанска тинејџерска драма креирана за Нетфликс. Емитовање прве сезоне почело је 30. новембра 2018. Серија прати ученике елитне средње школе у Риму. Заснива се на причи о две средњошколке уплетене у малолетну проституцију.
У децембру 2018, Нетфликс најављује другу сезону серије, која почиње са емитовањем 18. октобра 2019.
Серија је обновљена за трећу и финалну сезону.

## Радња
Смештена у елитној средњој школи у Риму, радња прати Киару (Бенедета Поркароли), младу, богату девојку која је разочарана својим привилегованим и превише нормалним животом. Њен живот се мења из корена кад упознаје Лудовику (Алис Пагани), импулсивну и проблематичну девојку којој тајно треба новац. Делимично због очаја, делимично због досаде, Лудовика увлачи Киару у свет малолетне проституције. Лудовика почиње везу са Фиорем, младићем који није део тог света и веома је брижан према њој, али му Лудо убрзо постаје опсесија. Скривајући свој тајни живот, Киара улази у везу са Дамианом, новим учеником и сином сенатора.

## Ликови и улоге
- Бенедета Поркароли као Киара Алтиери, средњошколка која живи двоструким животом, Лудовика, Фабио и Камила су јој најбољи пријатељи, Николова бивша љубавница и Дамианова девојка
- Алис Пагани као Лудовика Сторти, усамљена средњошколка која упознаје Киару и уводи је у свет проституције, Киарина најбоља пријатељица
- Рикардо Мандолини као Дамиано Јоунс, Киарин проблематичан дечко
- Кабели Састре Гонзалез као Камила Говендер Роси, Киарина и Фабиова најбоља пријатељица, Николова сестра
- Брандо Пацито као Фабио Федели, Киарин и Камилина најбољи пријатељ
- Лорензо Зурзоло као Николо Говендер Роси, Киарин бивши љубавник, Камилин брат, Вирџиниин дечко
- Галатеа Ранзи као Елса
- Томасо Рагно као директор Федели
- Масимо Погио као Артуро Алтиери
- Мехдб Небоу као Калид Јоунес
- Гиусепе Магио као Фиоре
- Мирко Тровато као Брандо
- Федерика Луцафери као Вирџиниа
- Беатрисе Бартони као Ванеса
- Марјо Берасатегуи као Камилина мама
- Исабелла Феррари као Симонета
- Клаудиа Пандолфи као Моника
- Паоло Калабреси као Саверио

## Епизоде
| Сезона | Сезона | Епизоде | Епизоде | Оригинално емитовање | Оригинално емитовање |
| ------ | ------ | ------- | ------- | -------------------- | -------------------- |
|        | 1.     | 6       | 6       | 30. novembar 2018    | 30. novembar 2018    |
|        | 2.     | 6       | 6       | 18. oktobar 2019     | 18. oktobar 2019     |

### Сезона 1 (2018)
| Бр. еп. (укупно) | Бр. еп. (у сезони) | Наслов          | Српски назив        | Редитељ        | Сценариста                             | Премијера         |
| ---------------- | ------------------ | --------------- | ------------------- | -------------- | -------------------------------------- | ----------------- |
| 1                | 1                  | Superpoteri     | "Супермоћи"         | Андреа Де Сика | Изабела Агуилар                        | 30. новембар 2018 |
| 2                | 2                  | Burattino       | "Штене"             | Андреа Де Сика | Ђакомо Дурзи                           | 30. новембар 2018 |
| 3                | 3                  | #Friendzone     | "#Пријатељска зона" | Андреа Де Сика | Грамс                                  | 30. новембар 2018 |
| 4                | 4                  | Emma            | "Ема"               | Ана Негри      | Грамс                                  | 30. новембар 2018 |
| 5                | 5                  | L'ultimo scatto | "Последња шанса"    | Ана Негри      | Грамс                                  | 30. новембар 2018 |
| 6                | 6                  | #Love           | "#Љубав"            | Андреа Де Сика | Исабела Агуилар, Гиакомо Дурзи и Грамс | 30. новембар 2018 |

### Сезона 2 (2019)
| Бр. еп. (укупно) | Бр. еп. (у сезони) | Наслов           | Српски назив        | Редитељ           | Сценариста | Премијера        |
| ---------------- | ------------------ | ---------------- | ------------------- | ----------------- | ---------- | ---------------- |
| 7                | 1                  | #justagame       | "#самоигра"         | Андреа Де Сика    | Грамс      | 18. октобар 2019 |
| 8                | 2                  | Rilancio         | "Понуда"            | Андреа Де Сика    | Грамс      | 18. октобар 2019 |
| 9                | 3                  | Fantasmi         | "Духови"            | Летициа Ламартире | Грамс      | 18. октобар 2019 |
| 10               | 4                  | Obbligo o verità | "Истина или изазов" | Летициа Ламартире | Грамс      | 18. октобар 2019 |
| 11               | 5                  | Vicolo cieco     | "Ћорсокак"          | Андреа Де Сика    | Грамс      | 18. октобар 2019 |
| 12               | 6                  | Baby             | "Бејби"             | Андреа Де Сика    | Грамс      | 18. октобар 2019 |